# Todesangst bei jeder Dämmerung
Todesangst bei jeder Dämmerung (im Original Each Dawn I Die) ist ein US-amerikanischer Kriminalfilm des Regisseurs William Keighley aus dem Jahr 1939. Das Drehbuch basiert auf dem gleichnamigen Roman von Jerome Odlum. Die Erstausstrahlung in Deutschland erfolgte am 11. Oktober 1977 im ZDF.

## Handlung
Frank Ross, ein Reporter einer Großstadt-Zeitung, recherchiert über einen korrupten Politiker, der das Amt des Gouverneurs anstrebt. Während der Recherche wird Ross niedergeschlagen. Er wird mit Alkohol übergossen und ins Auto verfrachtet. In dieser Verfassung überfährt Ross einen Mann. Sofort wird Ross wegen Totschlags angeklagt und zu zwanzig Jahren Gefängnis verurteilt.
Im Gefängnis freundet sich Ross mit Stacey an, der ihm das Leben rettet. Draußen versuchen seine Freunde ihm zu helfen, indem sie den wahren Schuldigen suchen. Doch leider bleibt der Erfolg aus. Auch Stacey will Ross helfen, den Mörder zu finden. Als Gegenleistung soll Ross ihm helfen, aus dem Gerichtsgebäude zu entfliehen, wenn seine Verhandlung wegen Mordes an einem Mitgefangenen beginnt.
Staceys Flucht gelingt, doch er hält sich nicht an sein Versprechen gegenüber Ross, den Mörder zu suchen. Ross, dessen Mitwirkung an Staceys Flucht bekannt geworden ist, muss für Monate in Einzelhaft. Ross’ Freundin Joyce kann Stacey überzeugen, die Suche aufzunehmen. Stacey findet heraus, dass der wahre Mörder ein unbeliebter Gefängnisspitzel ist. Er beschließt zurück ins Gefängnis zu gehen, den Mörder zu finden und Ross zu befreien. Während eines Krawalls im Gefängnis kann Stacey den Mörder als Fargo Red identifizieren und zu einem Geständnis gegenüber einem Wärter bewegen, das Ross entlastet und rehabilitiert. Der Gouverneur und der Gefängnisspitzel werden schließlich verurteilt.

## Kritiken
„Ein spannungsgeladener Film über die unmenschliche Härte des Strafvollzuges, in dem das Gefühl des ohnmächtigen Ausgeliefertseins durch James Cagney beklemmend dargestellt wird. Einige Konzessionen an die Unterhaltungsindustrie mindern den überzeugenden Eindruck der realistischen Inszenierung.“

„Fazit: Dank Cagney und Raft sehenswert“

„James Cagney und George Raft spielen die Hauptrollen in einem packenden Kriminalfilm. Regisseur William Keighley lässt die spannende Handlung in einer Häftlingsmeuterei gipfeln, die blutig niedergeschlagen wird. James Cagney ist hier einmal nicht als Gangster zu sehen, sondern überzeugt in der Rolle des unschuldig Verurteilten.“

## Hintergrund
Diese Produktion von Warner Bros. wurde unter anderem im New Yorker Gefängnis Sing Sing gedreht.
George Raft, der ein enger Freund des Gangsterbosses Bugsy Siegel war, wurde durch die Darstellung von Gangstern berühmt. Wie in James Cagneys Autobiographie dargestellt, verhinderte Raft durch seine Verbindungen zur Mafia ein Attentat auf Cagney, der zur Zeit des geplanten Attentats der Präsident der Screen Actors Guild war.
Bevor Max Rosenbloom zum Film kam, war er 1930 bis 1934 Weltmeister im Leichtschwergewichts-Boxen. Sein Kollege Victor Jory war Box- und Wrestlingmeister im Schwergewicht beim Militär. Einen seiner vielen im Abspann nicht erwähnten Kurzauftritte hatte der in Würzburg geborene Paul Panzer.
Als Production Manager fungierte der Mitinhaber der Produktionsgesellschaft Jack L. Warner. Der in Österreich geborene und oscarprämierte Komponist wurde von ebenso preisgekrönten Männern unterstützt: vom musikalischen Direktor Leo F. Forbstein und vom Arrangeur Hugo Friedhofer.
Die deutsche Synchronfassung besorgte Joachim Brinkmann.

## DVD-Veröffentlichungen
- Each Dawn I Die – Warner Home Video – Release: 18. Juli 2006
- Warner Bros. Pictures Tough Guys Collection – Warner Home Video – Release: 18. Juli 2006
- Warner Gangsters Collection, Vol. 2 – Warner Home Video – Release: 25. März 2008